# Ốc kim khôi đỏ
Ốc kim khôi đỏ (danh pháp: Cypraecassis rufa) là một loài ốc biển lớn, động vật thân mềm chân bụng sống ở biển trong họ Cassidae.

## Phân bố
Loài này phân bố ở bờ biển miền nam châu Phi, từ bắc KwaZulu-Natal đến Mozambique. Loài này phổ biến hơn ở Mozambique.

## Hình ảnh

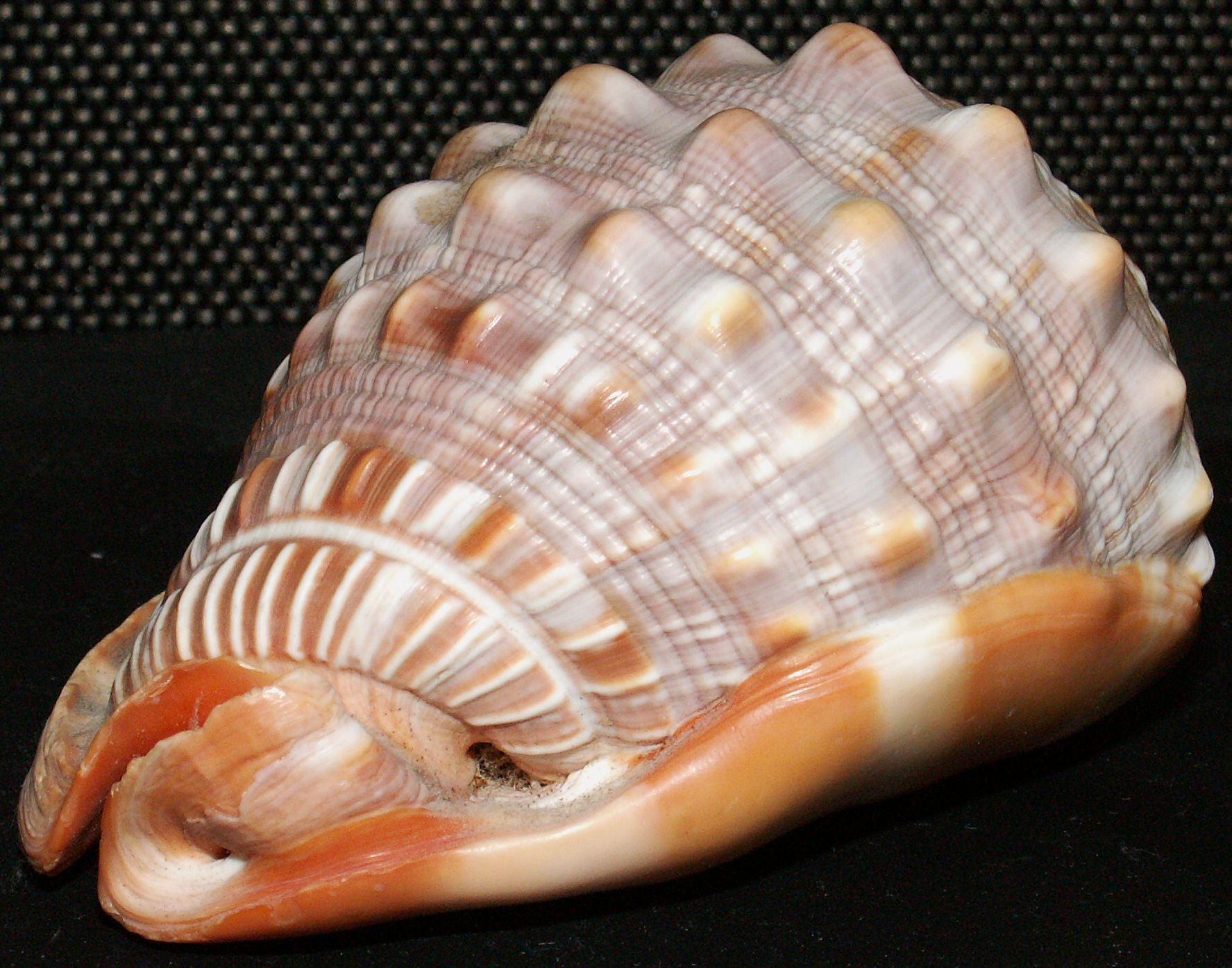
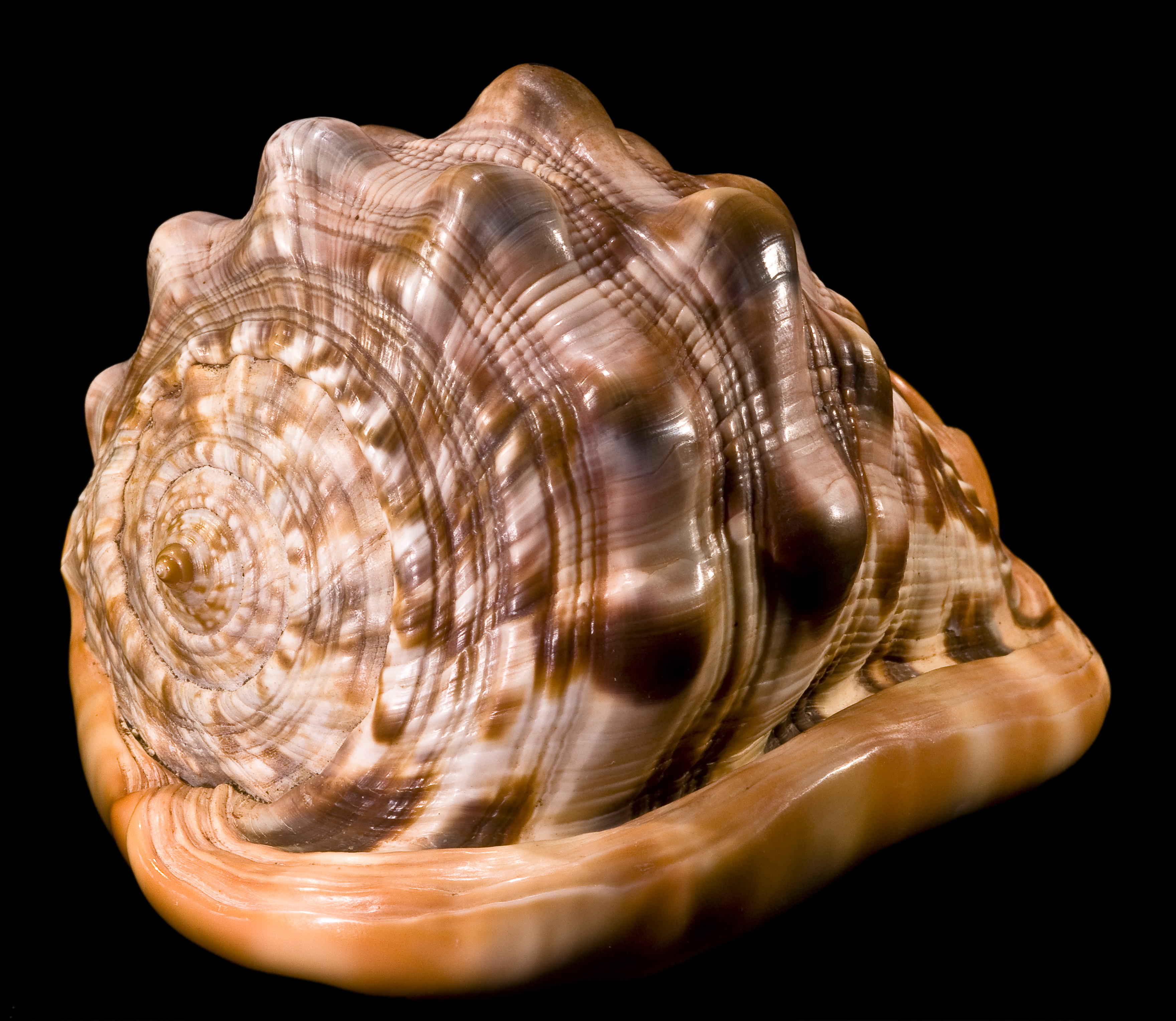
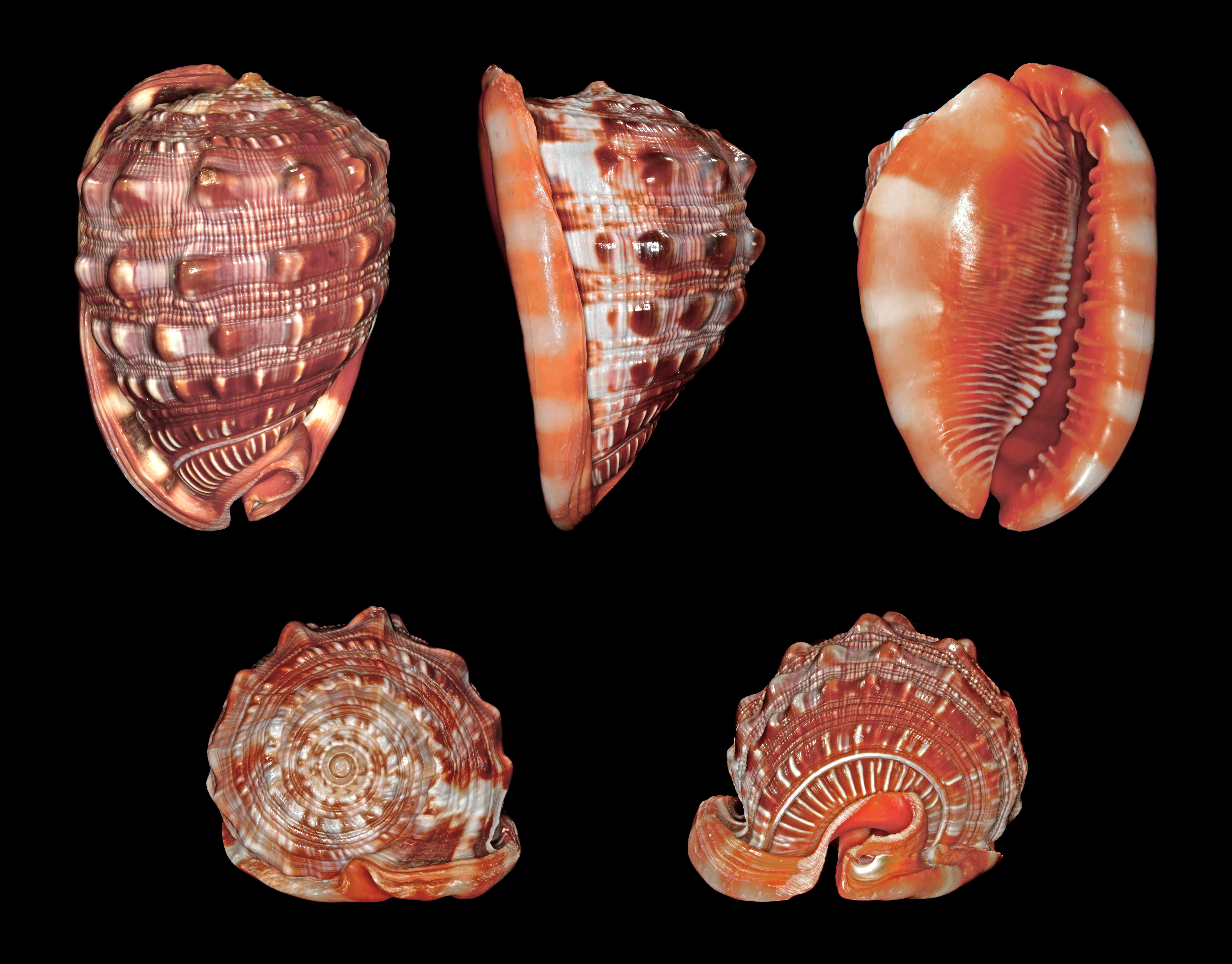
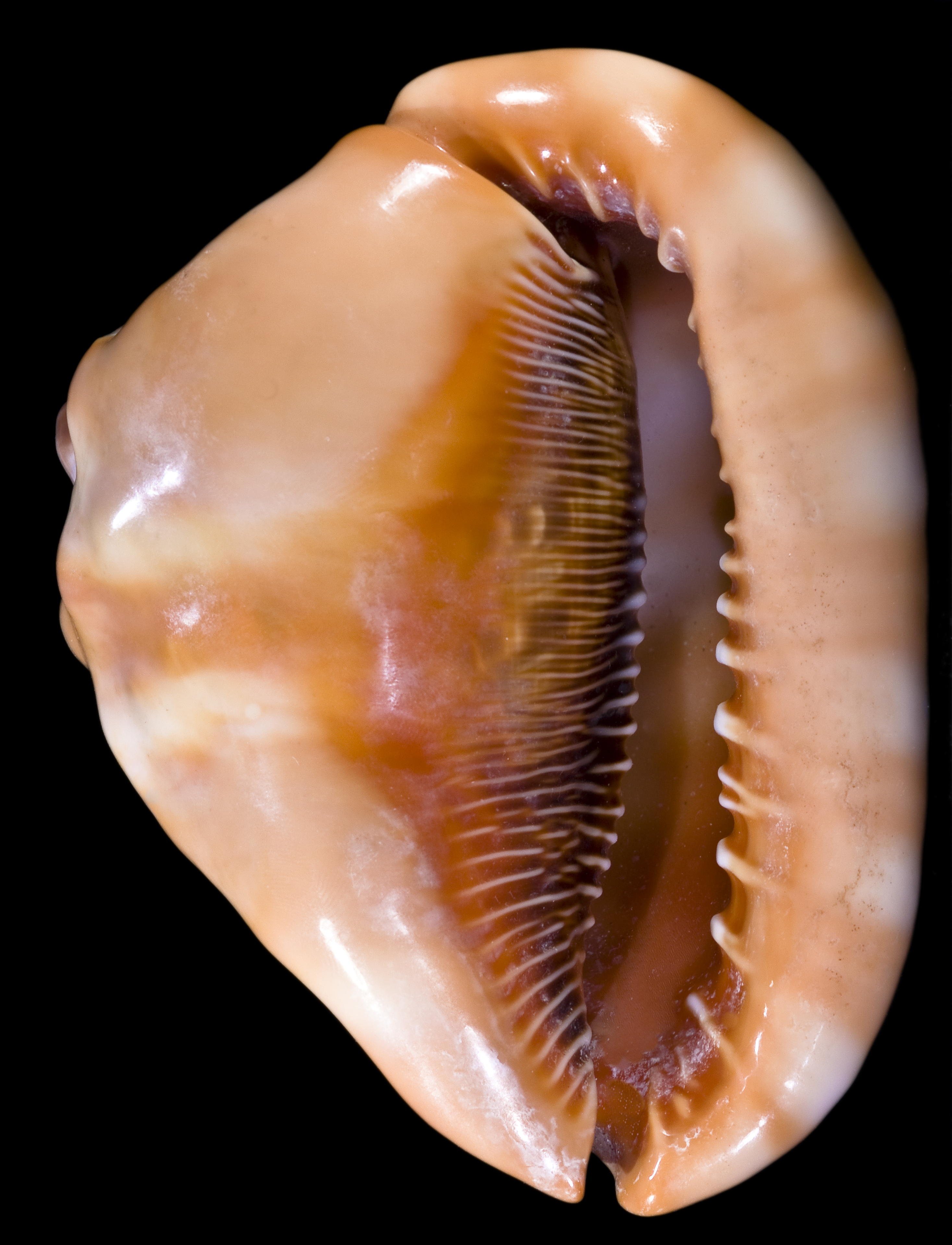
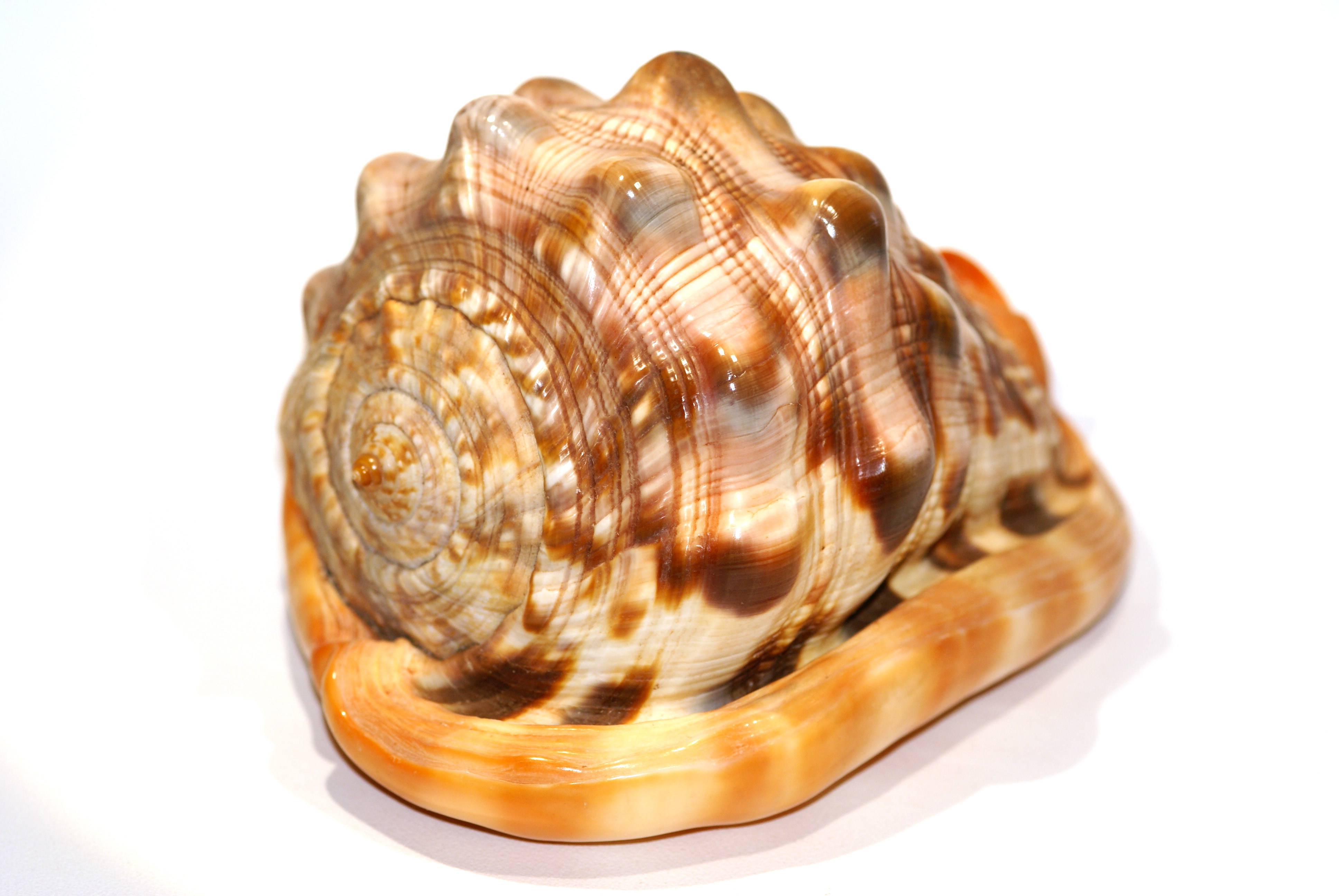
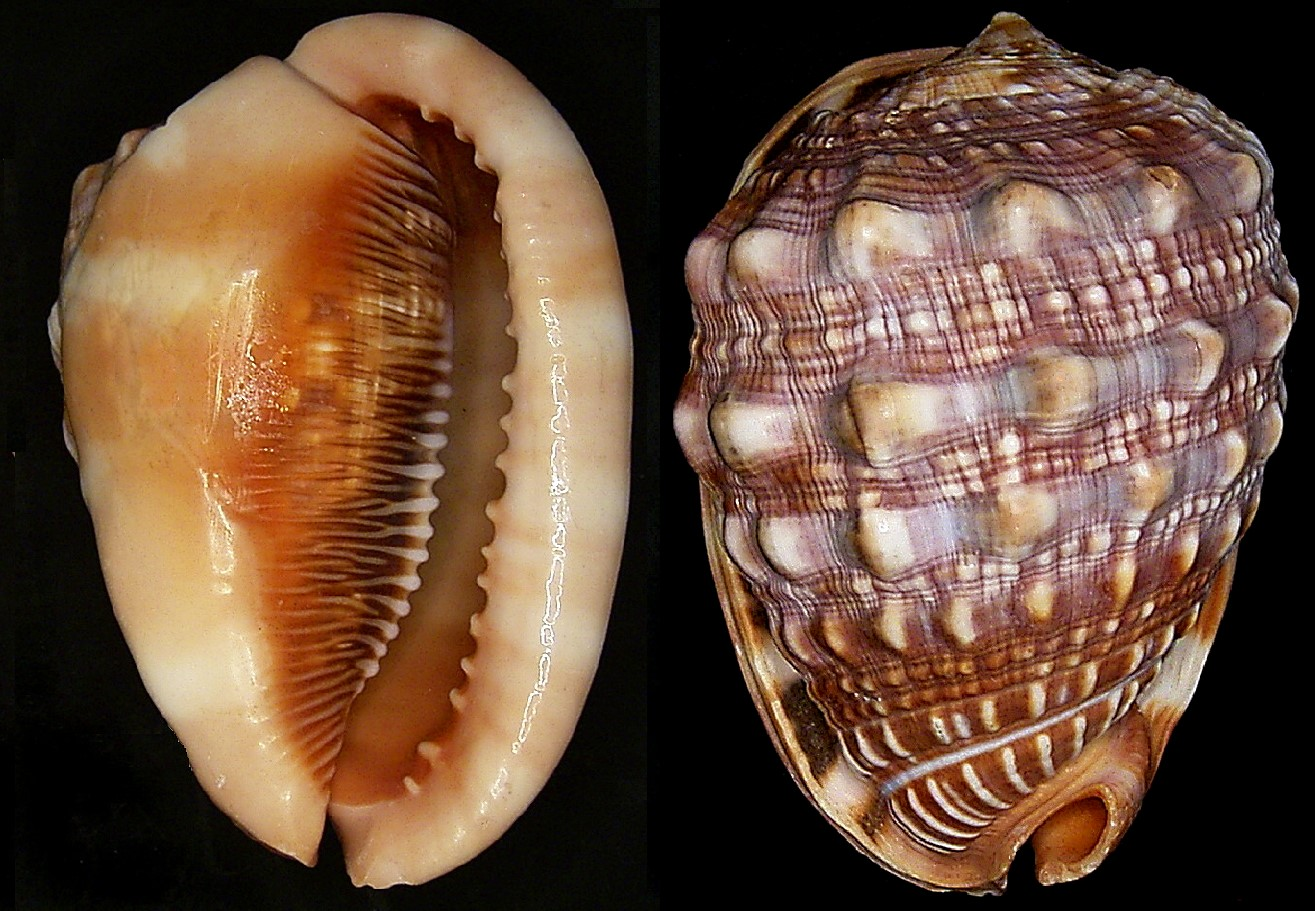